# MVM Dome
MVM Dome (dawniej: Budapesti Multifunkcionális Sportcsarnok, węg. Wielofunkcyjna Hala Sportowa w Budapeszcie) – hala widowiskowo-sportowa w Budapeszcie, stolicy Węgier. Została otwarta 16 grudnia 2021 roku. Może pomieścić 20 022 widzów, co czyni ją zdecydowanie największą halą widowiskowo-sportową w kraju i jednym z największych tego typu obiektów w Europie. Arena znajduje się w pobliżu Parku Ludowego, dworca autobusowego Népliget i stadionu piłkarskiego Groupama Aréna.
W czerwcu 2018 roku Węgry wspólnie ze Słowacją otrzymały prawo organizacji w 2022 roku mistrzostw Europy w piłce ręcznej. Mecze miały odbywać się m.in. w Budapeszcie, choć początkowo planowano, że areną turniejową w tym mieście będzie Papp László Budapest Sportaréna. W lutym 2019 roku ogłoszono, że w związku z mistrzostwami w Budapeszcie powstanie nowa, znacznie większa hala widowiskowo-sportowa. W kwietniu 2019 roku wskazano lokalizację obok dworca autobusowego Népliget za miejsce budowy areny. Budowa, finansowana ze środków rządowych, rozpoczęła się w listopadzie 2019 roku, a otwarcie obiektu miało miejsce 16 grudnia 2021 roku, niespełna miesiąc przed mistrzostwami Europy w piłce ręcznej. Halę zaprojektował György Skardelli, który wcześniej był m.in. autorem projektu węgierskiego stadionu narodowego, Puskás Arény. Na początku stycznia 2022 roku ogłoszono, że w związku z umową sponsorską obiekt będzie się nazywał „MVM Dome” (od nazwy przedsiębiorstwa energetycznego MVM). Podczas mistrzostw Europy rozgrywanych w styczniu 2022 roku w hali odbyło się część spotkań pierwszej i drugiej fazy grupowej oraz wszystkie mecze fazy finałowej turnieju. Z obiektu będzie również korzystał klub sportowy Ferencvárosi TC, którego stadion (Groupama Aréna) mieści się niedaleko hali.